# Лесные пожары на полуострове Эйр (2005)
Лесной пожар на полуострове Эйр в 2005 году, событие, также известное в местном масштабе как Чёрный вторник, а в правительственных учреждениях Южной Австралии как лесной пожар в Вангари, был лесным пожаром, который произошёл в январе 2005 года в нижней части полуострова Эйр, значительной части пшеничного пояса Южной Австралии, где большая часть земли обрабатывается или отводится под пастбища. В результате пожара было сожжено 780 квадратных километров (301 квадратных миль) земли, девять человек погибли, ещё 115 человек получили ранения, а также нанесён огромный материальный ущерб. Это был самый сильный лесной пожар в Южной Австралии со времён пожаров в Пепельную среду в 1983 году. Температура пожара достигла 1000 °C, а скорость распространения — до 100 километров в час (62 мили в час).

## Возгорание: понедельник, 10 января 2005 года
Максимальные температуры были зарегистрированы 10 января 2005 года, и составили 31,9 °C в Коулс-Пойнт и 38,6 °C в Порт-Линкольне; порывы ветра составили до 63 километров в час (39 миль в час). Лесной пожар начался вскоре после 15:00 в придорожной растительности на Леди Франклин-роуд к северу от города Вангари, примерно в 45 километрах (28 миль) к северо-западу от Порт-Линкольна. Впоследствии было обнаружено, что источником возгорания стал автомобиль, припаркованный в траве на обочине дороги. Расследование, проведённое заместителем государственного коронера, пришло к выводу, что «углеродистая частица или частицы приземлились в сухой растительности на обочине Леди Франклин-роуд и немедленно или практически сразу же зажгли эту растительность» из выхлопной системы, которая «имела ряд нарушений и дефекты, состоящие из отверстий и несовершенных стыков в системе. Глушитель не входил в стандартную комплектацию этого автомобиля. По сравнению со стандартным глушителем, который обычно устанавливается на автомобиль этого типа, нестандартный глушитель, не являющийся серийным, имел меньшую способность препятствовать прохождению через него горячих углеродистых частиц».
После того, как пожар был обнаружен, к месту происшествия явились люди, в том числе фермеры с пожарными приборами на своей ферме, которые видели дым издалека. К месту происшествия была также отправлена техника пожарной службы штата (англ. Country Fire Service, CFS) и их бригады добровольцев. Быстро стало очевидно, что поиск воды в этом районе проблематичен; огонь оказалось трудно потушить из-за сильного ветра. Были приложены героические усилия, чтобы локализовать пожар в течение дня, и прибыло ещё больше техники CFS. К вечеру место пожара охватило 1800 гектаров (4400 акров) с юго-восточным флангом в несколько километров.

Встречный пал в ночь на 10 января 2005 года на Дак Лейк Роуд, Эдиллили, чтобы уменьшить лесной пожар на полуострове Эйр.

Пожарная машина южно-австралийской пожарной службы, одна из многих, задействованных во время лесных пожаров на полуострове Эйр в январе 2005 года.

Меры по противодействию пожару включали тушение пожара, затемнение, дожигание, встречный пал и земляные работы. В 20:54, когда неблагоприятные погодные условия для тушения пожара стихли, пожар был признан локальным. (Это не подразумевало, что пожар был потушен; огонь всё ещё продолжался в области эвкалиптовых зарослей и на болоте).

## Трагедии: вторник, 11 января 2005 года
За ночь край огня расширился примерно на 7 километров (4,3 мили). Прогноз погоды на утро вторника 11 января был очень неблагоприятным для тушения пожара, предполагая, что условия будут экстремальными в 10 часов утра. В самом деле, незадолго до 10 часов утра произошёл первый из нескольких прорывов с места пожара, которые чрезвычайно быстро распространились под сильными северо-западными ветрами.
Максимальные температуры во вторник, 11 января, были зарегистрированы как 36,7 °C в Коулс-Пойнт и 38,2 °C в Порт-Линкольне; порывы ветра до 83 километров в час (52 мили в час).
Утром и в начале дня огонь распространялся по ландшафту полуострова Нижний Эйр в восточном направлении, в основном за счёт стерни пшеницы. В конечном итоге он достиг Норт-Шилдс и его прибрежного парка трейлеров на восточном побережье в 8 км (5 миль) к северу от пригородов Порт-Линкольна, и до аэропорта Порт-Линкольна и прилегающего поселения Пунинди ещё 5 км (3 мили) к северу. Наиболее пострадавшими территориями были Вангари, Норт-Шилдс, Ванилла, Пунинди, Лаут-Бэй, Уайтс-Флэт, Коппио, Гринпатч и Варунда. Была разрушена основная инфраструктура, а именно электросети, телекоммуникации и водная инфраструктура.
По словам репортёра Австралийской телерадиовещательной корпорации, который брал интервью у жертв в среду, 12 января, огонь «выбирал своих жертв наугад». «Половина караван-парка Порт-Линкольна в Норт-Шилдс была сохранена, а другая половина уничтожена. Когда пламя охватило караван-парк, запаниковавшие жители сбежали к океану». Один мужчина, сбежавший на пляж, сказал: «На самом деле, это худшее место, куда можно идти, потому что бежать некуда. Вот почему многие люди здесь оказались в воде. Я спас человека из лодки, которую вчера унесло в море ветром. Они спрыгнули со скал, когда начался пожар. [Сосед и его дочь] не могли видеть землю из-за дыма, а ветер был настолько сильным, что фактически вытолкнул их в море, и они чуть не утонули, а некие люди приплыли на лодках и подобрали их, и они оказались на берегу прямо здесь по дороге, и он рухнул на дно лодки. Ночь провёл в больнице».
Во вторник в результате пожара девять человек погибли и 115 получили ранения, трём из которых потребовалась срочная госпитализация в Аделаиде. Корониальное расследование зафиксировало, что в результате пожара был причинён материальный ущерб примерно на 100 миллионов долларов, включая:
- 77 964 га сожжённой земли
- 93 дома разрушены или значительно повреждены
- 316 навесов разрушены или значительно повреждены
- 45 машин уничтожено
- 139 сельскохозяйственных машин уничтожено
- 6300 км (3900 миль) ограждений разрушено
- затронуто 135 коммерческих объектов
- затронуто 100 малых хозяйств
- Ущерб, нанесённый водопроводам и инфраструктуре Южной Австралии[англ.], составил 4,6 миллиона долларов
- Ущерб дорожной сети Transport SA в размере 1,07 миллиона долларов
- 465 000 долларов составил ущерб телекоммуникационной инфраструктуре Telstra
- 245 000 долларов: ущерб инфраструктуре электроснабжения
- Ущерб заповедным паркам на сумму 100 000 долларов[19]

Лишь 20 января пожарные прекратили работу по устранению продолжающихся опасностей, таких как тлеющие бревна и столбы забора, и пожар был наконец объявлен потушенным.

## Облегчение и восстановление
Воздействие на человека в отношении потерь, травм, перемещений, потери ценного имущества и одежды были огромны. По мере того, как огонь продолжал распространяться по полуострову, жители предоставили экстренное жильё и помощь пострадавшим от пожара на нескольких сборных пунктах. Центр ликвидации лесных пожаров был открыт в средней школе Порт-Линкольна и в боулинг-клубе Камминса. Комитет по восстановлению штата, в состав которого вошли представители государственных органов и организаций по оказанию помощи, провёл экстренное заседание 12 января для координации оперативных ответных мер. В приоритетном порядке были предоставлены субсидии в связи с личными нуждами и бедствиями, включая субсидию правительства штата в размере 10 000 долларов всем пострадавшим от пожара фермерам для оказания помощи с неотложными потребностями; платежи Centrelink были приоритетными; 12 января была открыта горячая линия, на которую поступило более 2900 звонков за 15 недель; были оперативно приняты широкие меры, такие как предоставление транспортных контейнеров для хранения спасённого имущества.
Хлынули пожертвования с товарами, и армейский отряд, и люди со всей Австралии присоединились к местным жителям, чтобы помочь с уборкой, обнаружив среди разрушений такие предметы, как расплавленное стекло фар и алюминий, и выполнив задачи по восстановлению, такие как восстановление ограждений.
Десять лет спустя, в воскресенье, 11 января 2015 года, около 200 человек собрались в футбольном клубе Marble Range в Вангари на поминальную службу в честь 10-летия пожаров. Член парламента штата от региона Питер Трелоар, который в 2005 году был фермером, сказал: «В тот день жизнь многих людей изменилась навсегда»; но он сказал, что понимает, что не все хотят участвовать в поминовении. «Это будет не для всех. Я разговаривал с некоторыми людьми, которые не хотели присутствовать». Организатор поминовения Бенджи Каллен сказал, что люди всё ещё исцеляются от лесного пожара, и посещают мероприятие со смешанными чувствами. Среди людей, пострадавших от пожара, которые разговаривали с репортерами Австралийской радиовещательной корпорации, была Лорна Хардинг, 91 год, которая была среди тех, кто укрылся в море у Норт-Шилдс. Она видела, как разрушился дом, в котором она родилась и жила всю свою жизнь. «Это произошло так быстро. Прежде чем мы узнали, где мы находимся, мы были покрыты дымом. Но у нас было море, чтобы войти в него, и мы поступили так, и правильно сделали».

## Коронерское расследование
В период с 5 октября 2005 года по 8 мая 2007 года заместитель коронера штата Южная Австралия провёл коронерное расследование, в ходе которого был изучен широкий спектр факторов, связанных с лесным пожаром, и были получены показания 140 свидетелей. В своём 703-страничном отчете, опубликованном 18 декабря 2007 года, коронер сделал 34 широких рекомендации по минимизации будущих рисков лесных пожаров, на которые впоследствии ответило правительство Южной Австралии. В отчёте также перечислены другие расследования лесного пожара.
В телевизионной программе Australian Broadcasting Corporation, транслировавшейся в тот день, когда были опубликованы результаты коронерных исследований, говорилось, что «в отчёте подробно описывается ряд просчётов и недопониманий между пожарными на местах и их старшими офицерами в Аделаиде, в результате чего в ресурсах было отказано до тех пор, пока пожар не вышел из-под контроля. По словам заместителя коронера, из-за недопонимания между старшими офицерами Пожарной службы Южной Австралии они не знали, насколько серьёзно распространяется пожар. В результате критические решения откладывались… Есть те, кто критикует коронерный процесс, утверждая, что он мало что делает для предотвращения лесных пожаров в будущем… гражданские иски, вероятно, будут немедленно инициированы против Пожарной службы Южной Австралии и владельца автомобиля, который устроил пожар, со стороны 70 судящихся сторон, в основном фермеров».
В ходе дознания было предоставлено множество доказательств по важному вопросу о стратегиях пожаротушения и предупреждения пожаров, которые могли и/или должны были быть приняты вечером понедельника и утром вторника, но так и не были приняты. Основным направлением деятельности в течение ночи с привлечением большей части доступных ресурсов был район эвкалиптовых зарослей. Коронер посчитал, что это нежелательное отвлечение техники CFS, которая в противном случае могла бы быть доступна для работы в другом месте. Лишь очень ограниченный объём работ по тушению был проведён на восточной или западной стороне болота с зарослями чайного дерева, где наблюдалась значительная пожарная активность. В результате огонь смог вырваться из той части болота, где не было ресурсов, чтобы предотвратить его или уменьшить его воздействие. Коронер ставит вопрос, случился бы летальный исход, если бы воздействие огня было хотя бы немного уменьшено.
Заместитель коронера штата упомянул в коронерном отчёте об «очень резкой» публичной критике добровольческих групп по управлению инцидентами, которая имела место. Однако его заключительные замечания были следующими: «Со времени этого инцидента CFS произвёл много изменений. Рекомендации, вынесенные в ходе двух отдельных расследований, а именно в рамках проекта „Феникс“ и расследования, проведённого доктором Бобом Смитом, были выполнены или выполняются. Осуществление изменений заслуживает аплодисментов. На мой взгляд, реакция пожарной службы страны на этот инцидент и её начальника господина Юана Фергюсона была образцовой».